# Borzat
Il borzat è un insaccato di carne di pecora, prodotto esclusivamente nel comune di Livigno, in provincia di Sondrio, che si trova in una valle al di là della linea di displuvio delle Alpi, con un fiume, lo Spöl, affluente dell'Inn, che è tributario del bacino del Danubio.

## Caratteristiche
Il borzat consiste in un parallelepipedo di pelle di pecora, cucito a mano, ripieno di carne di pecora aromatizzata con aglio, pepe, sale, cannella. Il peso è di 1/3 kg. La carne di pecora è tagliata a pezzetti e viene introdotta nell'involucro che viene cucito con un filo di lana. Una bruciatura elimina la lana in eccesso. Il prodotto viene consumato cotto previa bollitura. Può anche essere conservato sotto grasso, per circa un anno, all'interno di recipienti terracotta.

## Riconoscimenti
Il borzat prodotto nel solo territorio del comune di Livigno è stato riconosciuto come un prodotto agroalimentare tradizionale.